# Regno di Luba
Il regno di Luba o Impero Luba fu uno Stato dell'Africa centrale del periodo pre-coloniale fiorito tra il 1585 e il 1889 nel territorio dell'attuale Repubblica Democratica del Congo.
Le fonti storiche si riferiscono a questa realtà come a un impero a partire dal XVI secolo, benché recenti scavi archeologici hanno rivelato che sin dall'VIII secolo queste popolazioni avevano raggiunto alti livelli di abilità tecnica soprattutto nel campo della metallurgia e facessero parte di un sistema di rotte commerciali già molto sviluppato. Questo impero sorse nonostante l'asprezza del territorio composta in gran parte da terreni paludosi e lacustri, anche se questa civiltà poté usufruire, a differenza di molti altri imperi africani, delle enormi risorse d'acqua rappresentate dal fiume Zaire. 

## Origini

Regno di Luba e altri regni contemporanei in Africa

Molto probabilmente la popolazione che fondò l'Impero Luba proveniva da est e diede vita anche all'altro grande regno della regione centrafricana, il Regno di Lunda, la popolazione in questione è il popolo Songye, il quale invase questa regione intorno al XVI secolo. 

### Il mito
Secondo la tradizione orale di Luba apparve intorno al 1500 un eroe leggendario di nome Kongolo (ovvero l'Arcobaleno), un appartenente alla etnia Songye, il quale creò il primo piccolo regno Luba e la sua prima capitale presso la pianura di Mwibele, vicino al lago Boya. Tempo dopo la fondazione del regno da parte di Kongolo, giunse da est, e più precisamente dalle rive del fiume Lualaba un guerriero con i suoi compagni, di nome Ilunga Mbili (ovvero il Cacciatore) che venne inizialmente ben accolto da Kongolo, il quale gli diede in mogli le sue due sorelle, Bulanda e Mabela. Tuttavia, dopo un litigio fra i due, Mbili venne esiliato lasciando però un figlio di nome Kalala Ilunga (Il Guerriero) il quale sin da ragazzo si dimostrò forte e coraggioso tanto da guadagnarsi la fiducia dello stesso sovrano, che aiutò a sottomettere le popolazioni settentrionali del regno. Reso sospettoso e temendo di essere spodestato Kongolo esiliò anche il giovane Kalala il quale, dopo aver trovato rifugio in madrepatria, raccolse un folto esercito e fece ritorno a Luba dove spodestò Kongolo e ne prese il posto dopo averlo ucciso. 
Come in tutte le trasposizioni mitiche, questo racconto cela la volontà di legittimare il sistema di governo basato sulla divinità del sovrano, non a caso nella cerimonia di incoronazione del re di Luba veniva recitata una interpretazione di questa leggenda nella quale si trovano insieme i tre mitici primi sovrani di Luba, Kongolo, Mbili e il giovane Kalala. 
Un aiuto importante per cercare di ricostruire la storia di questo impero è la collocazione geografica delle sue capitali. Secondo un antico costume, infatti, alla morte del re, il suo successore aveva l'obbligo di fondare una nuova capitale e di lasciare nella vecchia capitale un gruppo di dignitari guidati da una medium nella quale dimorava, in qualità di consigliere, lo spirito del vecchio sovrano. In questo modo sappiamo che alla fine del XVII secolo le capitali del regno erano dislocate lungo i bacini dei fiumi Luguvu, Luvidyo e Lusanza, posizioni commercialmente strategiche, in quanto ricche soprattutto di metalli.